# Frankie Goes to Hollywood
Frankie Goes to Hollywood (FGTH) — популярная в 1980-х годах группа из Великобритании. Группу основал в Ливерпуле Холли Джонсон (вокал), а костяк группы составили Пол Резерфорд (бэк-вокалист и танцор), Питер Джилл (ударные), Марк О’Тул (бас-гитара) и присоединившийся позже Брайан Нэш (гитара). В 1985 году Frankie Goes to Hollywood получили награду Brit Award в категории Best British Newcomer, а также номинации Grammy Award и MTV Video Music Award в категории Best New Artist.

## История
Дебютный сингл группы «Relax» был запрещён телекомпанией BBC, будучи на шестом месте в национальном чарте, но впоследствии пять недель удерживал высочайшие позиции в других чартах, что позволило ему приобрести славу наиболее успешной композиции 1984 года и войти в состав семидесяти наиболее продаваемых синглов за всю историю (по состоянию на май 2006 года). Благодаря последующим синглам «Two Tribes» и «The Power of Love», FGTH стали наиболее успешной по результатам первых трёх синглов группой в 1984 году.
После трёх подряд синглов № 1 («Relax», «Two Tribes» и «The Power of Love») группа FGTH стала второй в истории группой в Англии, которая своими тремя подряд дебютными песнями возглавляла национальный хит-парад впервые после группы Gerry & The Pacemakers, сделавшей это в 1964 году.
Свой самый знаменитый трек «Relax» группа исполняла некоторое время в сырой панковской версии, пока её не услышал знаменитый продюсер Тревор Хорн. Пригласив ребят в 1983 году под крылышко собственного лейбла ZTT Records, он в кратчайшие сроки сделал из этой песни супершлягер мирового масштаба, использовав все самые современные на то время электронные программные приспособления и инструменты. Однако, как позже выяснилось в суде, продюсер Тревор Хорн посчитал ребят не совсем пригодными для профессиональной записи, для чего все партии были исполнены группой Иэна Дьюри.
Позже многие выдающиеся поп-исполнители того времени, такие как Duran Duran и Depeche Mode, рассказывали о невероятных впечатлениях, которые произвёл на них этот хит. Двойной диск Welcome to the Pleasuredome вышел годом позже и содержал как собственные композиции, так и несколько кавер-версий. Для работы над этим альбомом были приглашены поистине легендарные личности, такие как Энн Дадли и Стив Хауи. Вместо барабанщика на большинстве треков была использована драм-машина LinnDrum, а все синтезаторные партии на диске исполнил Энди Ричардс (Andy Richards). Множество фантастических спецэффектов были спроектированы на компьютерном синтезаторе Fairlight CMI музыкантом из группы Art Of Noise Джей Джей Джечаликом (J.J.Jechalik), и всё это потому, что группа никогда не имела в своём составе клавишников.
Второй диск 1986 года был долгожданным, но вряд ли удовлетворил все чаяния поклонников. На фоне первых хитов группы он показался неброским и сероватым. Положение, как могли, исправляли фантастическими ремиксами и очень дорогими видеоклипами.
Холли Джонсон так объяснял название группы: «Оно образовалось благодаря статье в журнале New Yorker, называвшейся „Frankie Goes Hollywood“, и картинке с изображением Фрэнка Синатры». Оригинальное название группы «Frankie Goes to Hollywood» датируется с 1980 года.
Основной состав группы сформировался к концу 1970-х. Главный вокалист, Холи Джонсон, играл на басах в группе Big in Japan, а также записал два сольных сингла. Пол Резерфорд пел также в группах Spitfire Boys, Opium Eaters и Hambi & the Dance.
В 1989 году советская фирма «Мелодия» выпустила второй и последний студийный альбом группы — Liverpool (С60 27789 005), сохранив не только всю подборку песен, но и оригинальный конверт.

## Компьютерная игра
В 1985 году вышла компьютерная игра под названием «Frankie Goes to Hollywood», основанная на музыке, образах и лозунгах группы, которая была разработана Denton Designs и издана Ocean Software.

## Состав группы
- Питер Джилл — ударные (1980—1987, 2004—2007)
- Марк О’Тул — бас-гитара (1980—1987, 2004—2007)
- Холли Джонсон — лидер-вокал (1980—1987)
- Джед О’Тул — гитара (1980—1982, 2004—2007)
- Sonia Mazumder — бэк-вокал (1980)
- Пол Резерфорд — второй вокал (1980—1987, 2004—2007)
- Брайан Нэш — гитара (1982—1987)
- Ryan Molloy — вокалист (2004—2007)[6]

## Дискография

### Альбомы

#### Студийные
- Welcome to the Pleasuredome (1984)
- Liverpool (1986)

#### Компиляции
- Bang! (Japanese import) (1985)
- Bang!… The Greatest Hits of Frankie Goes to Hollywood (1993)
- Reload — The Whole 12 Inches (1994)
- Maximum Joy (2000)
- The Club Mixes 2000 (2000)
- Twelve Inches (2001)
- Rage Hard: The Sonic Collection (2003)
- Return To The Pleasuredome (boxset, Japan only) (2009)
- Frankie Say Greatest (2009)

### Синглы
- «Relax» (three 12" versions, US Mix, 8 minute sex mix, 16 minute sex mix) (1983)
- «Two Tribes» (featuring four 12 inch versions, Carnage, Annihilation, War (Hidden) and Hibakusha) (1984)
- «The Power of Love» (plus an alternative Pleasurefix/StarFix 12 inch versions) (1984)
- «Welcome to the Pleasuredome» (twelve inches, Alternative to Reality and The Alternative) (1985)
- «Rage Hard» (three 12 inches, +, ++ and ultra-rare Freddie Bastone Remix) (1986)
- «Warriors of the Wasteland» (three twelve inches, Twelve Wild Deciples Mix, Turn of the Knife Mix and Attack) (1986)
- «Watching the Wildlife» (three twelve inches, Hotter, Movement 2 and Die Letzten Tage Der Menschheit Mix) (1987)